# Christoph Sumann
Christoph Sumann (Judenburg, 1976. január 19. –) osztrák sílövő. A magánéletben csendőr, a sílövészet nemzetközi mezőnyében 2000-ben tűnt fel.
A világkupában 2000-ben indult első alkalommal. Összetettben legjobb eredménye egy hatodik hely volt, melyet a 2008/2009-es szezonban ért el.
2001-óta szinte valamennyi világbajnokságon jelen volt. Három alkalommal állhatott dobogón, 2005-ben az osztrák váltóval harmadik lett, 2009-ben pedig két ezüstéremmel zárt: a tömegrajtos indítású versenyen és a váltóval.
Olimpián 2002-ben, Salt Lake Cityben került be először az osztrák csapatba, legjobb eredménye itt egy hatodik hely volt a váltóval. 2006-ban, Olaszországban az üldözőversenyen, a hetedik helyen ért célba, a tömegrajtos indítású versenyszámban pedig a kilencedik lett.

## Eredményei

### Olimpia
| Év   | Világbajnokság | Versenyszám | Versenyszám   | Versenyszám   | Versenyszám | Versenyszám | Versenyszám |
| Év   | Világbajnokság | Egyéni      | Sprint        | Üldözőverseny | Tömegrajtos | Váltó       |             |
| ---- | -------------- | ----------- | ------------- | ------------- | ----------- | ----------- | ----------- |
| 2002 | Salt Lake City | 22          | Nem ért célba | ----          | ----        | 6           |             |
| 2006 | Torino         | ----        | 15            | 7             | 9           | 17          |             |
| 2010 | Vancouver      | 8           | 12            | 2             | 4           | 2           |             |

### Világbajnokság
| Év   | Világbajnokság     | Versenyszám | Versenyszám   | Versenyszám   | Versenyszám | Versenyszám | Versenyszám  |
| Év   | Világbajnokság     | Egyéni      | Sprint        | Üldözőverseny | Tömegrajtos | Váltó       | Vegyes váltó |
| ---- | ------------------ | ----------- | ------------- | ------------- | ----------- | ----------- | ------------ |
| 2001 | Pokljuka           | ----        | 12            | 24            | ----        | 8           | ----         |
| 2003 | Hanti-Manszijszk   | 10          | 8             | 10            | 29          | 8           | ----         |
| 2004 | Oberhof            | 66          | 53            | Nem ért célba | ----        | 9           | ----         |
| 2005 | Hochfilzen         | 42          | ----          | ----          | ----        | 3           | ----         |
| 2007 | Antholz-Anterselva | 11          | 30            | 15            | 7           | 6           | ----         |
| 2008 | Östersund          | 22          | 24            | 17            | 18          | 4           | ----         |
| 2009 | Phjongcshang       | 15          | Nem ért célba | ----          | 2           | 2           | ----         |

### Világkupa
| Helyezés | 58 | 18 | 15 | 40 | 47 | 16 | 9 | 32 | 6 | 2 |

| 2001/02    | Pokljuka Váltó Breznóbánya Sprint                                                                     | | |
| 2002/03    | | | |
| 2003/04    | | | |
| 2004/05    | | | Hochfilzen Váltó (VB) Ruhpolding Váltó                                                                 |
| 2005/06    | | Ruhpolding Váltó                                                                                      | |
| 2006/07    | Pokljuka Tömegrajtos Pokljuka Üldözőverseny                                                           | | Ruhpolding Tömegrajtos                                                                                 |
| 2007/08    | | | |
| 2008/09    | Hochfilzen Váltó Oberhof Váltó Oberhof Tömegrajtos                                                    | Hochfilzen Váltó Phjongcshang Tömegrajtos (VB) Phjongcshang Váltó (VB)                                | Ruhpolding Váltó Vancouver Sprint Hanti-Manszijszk Sprint Hanti-Manszijszk Üldözőverseny               |
| 2009/10    | Hochfilzen Váltó Pokljuka Egyéni                                                                      | Vancouver Üldözőverseny (O) Vancouver Váltó (O) Oslo Holmenkollen Tömegrajtos                         | Östersund Egyéni Östersund Váltó Oslo Holmenkollen Sprint                                              |
| 2010/11    | | Hochfilzen Váltó                                                                                      | Hanti-Manszijszk Egyéni (VB)                                                                           |
| Összesítés | Egyéni: 1 Sprint: 1 Üldözőverseny: 1 Tömegrajtos: 2 Váltó: 4 Vegyes váltó: 0 ------------ Összesen: 9 | Egyéni: 0 Sprint: 0 Üldözőverseny: 1 Tömegrajtos: 2 Váltó: 5 Vegyes váltó: 0 ------------ Összesen: 8 | Egyéni: 2 Sprint: 3 Üldözőverseny: 1 Tömegrajtos: 1 Váltó: 4 Vegyes váltó: 0 ------------ Összesen: 11 |

- O - Olimpia és egyben világkupa forduló is.
- VB - Világbajnokság és egyben világkupa forduló is.